# Luna de miere
Luna de miere este o operă literară scrisă de Ion Luca Caragiale. 